# Eutheriodontia
Eutheriodontia (лат.) — клада терапсид, появившихся в пермском периоде и включающая тероцефалов и цинодонтов. К последним относятся млекопитающие и родственные формы.
Одна из двух эволюционных ветвей терапсид наряду с дицинодонтами переживших пермско-триасовое вымирание и заново распространившихся в триасе, прежде чем их основная масса исчезла уже в триасово-юрском вымирании, за вычетом группы цинодонтов Prozostrodontia, давших начало млекопитающим.

## Классификация
Кладу выделил Джеймс Хопсон в 1986 году. Название означает «настоящие териодонты». В системе Хопсона Eutheriodontia являются сестринской группой горгонопсов внутри Theriodontia. Тесная связь между тероцефалами и цинодонтами признавалась в течение многих лет. В 2001 году Eutheriodontia были определены как наименее инклюзивная клада, включающая млекопитающих и Bauria. Даже сегодня таксон имеет широкое признание среди палеонтологов и регулярно цитируется в нескольких исследованиях, посвящённых терапсидам.

## Эволюционная история и характеристика
Считается, что тероцефалы и цинодонты разошлись в средней перми, и каждая группа независимо развила черты млекопитающих, включая вторичное нёбо и утрату заглазничной перемычки (эти особенности сохранились у млекопитающих, которые считаются производной группой цинодонтов). Черты млекопитающих, которые обе группы унаследовали от общего предка, включают отсутствие зубов на нёбе, расширение эпиптеригоидной кости у основания черепа (так называемая алисфеноидная область у млекопитающих) и сужение крыши черепа до узкого сагиттального гребня, проходящего между большими височными отверстиями.